# (136666) Seidel
Pour les articles homonymes, voir Seidel.
(136666) Seidel est un astéroïde de la ceinture principale.

## Description
(136666) Seidel est un astéroïde de la ceinture principale. Il fut découvert le 17 septembre 1995 à l'Observatoire Kleť par Miloš Tichý et Jana Tichá. Il présente une orbite caractérisée par un demi-grand axe de 2,33 UA, une excentricité de 0,22 et une inclinaison de 3,2° par rapport à l'écliptique.

## Compléments